# Under a Blood Red Sky
| 평가 점수                     | 평가 점수 |
| 출처                          | 점수      |
| ----------------------------- | --------- |
| AllMusic                      | [ 1 ]     |
| Chicago Tribune               | [ 2 ]     |
| Entertainment Weekly          | A−        |
| Pitchfork                     | 9.0/10    |
| Rolling Stone                 | [ 5 ]     |
| The Rolling Stone Album Guide | [ 6 ]     |
| The Village Voice             | A−        |

《Under a Blood Red Sky》는 1983년 11월 21일에 발매된 아일랜드의 록 밴드 U2의 라이브 음반이다. 콘서트 영화인 《U2 Live at Red Rocks: Under a Blood Red Sky》와 함께, 이 발매는 라이브 공연으로서 U2의 명성을 세계적으로 확립하는 데 도움이 되었다.

## 역사
이 음반은 밴드의 War Tour, 미국의 콜로라도와 보스턴, 그리고 독일에서 온 세 개의 쇼의 라이브 녹음으로 구성되어 있다.
다음 해 《Live at Red Rocks: Under a Blood Red Sky》라는 제목의 콘서트 영상이 함께 공개됐다. 이 영화는 1983년 6월 5일 덴버에 위치한 야외 레드 록스 야외원형극장에서 전곡 녹음되었고, 그 중 두 곡이 음반에 수록되어 있다.
제목은 원래 U2의 《War》 음반에 수록된 곡 〈New Year's Day〉의 가사에서 따온 것이다.
이 음반은 2008년 9월 29일 레드 록스 콘서트의 DVD를 리마스터드한 CD로 다시 발매되었다.

## 곡 목록
모든 곡들은 U2에 의해 작사/작곡하였다.
| #  | 제목                     | 재생 시간 |
| -- | ------------------------ | --------- |
| 1. | 〈Gloria〉               | 4:32      |
| 2. | 〈11 O'Clock Tick Tock〉 | 4:34      |
| 3. | 〈I Will Follow〉        | 3:36      |
| 4. | 〈Party Girl〉           | 2:52      |

| #  | 제목                     | 재생 시간 |
| -- | ------------------------ | --------- |
| 1. | 〈Sunday Bloody Sunday〉 | 4:55      |
| 2. | 〈The Electric Co.〉     | 5:18      |
| 3. | 〈New Year's Day〉       | 4:29      |
| 4. | 〈40〉                   | 3:36      |

## 인증
| 국가                                                  | 인증        | 판매량/출하량 |
| ----------------------------------------------------- | ----------- | ------------- |
| 캐나다 (뮤직 캐나다)                                  | 2× 플래티넘 | 200,000^      |
| 프랑스 (SNEP)                                         | 플래티넘    | 300,000*      |
| 독일 (BVMI)                                           | 플래티넘    | 500,000^      |
| 뉴질랜드 (RMNZ)                                       | 골드        | 7,500^        |
| 스페인 (PROMUSICAE)                                   | 골드        | 50,000^       |
| 영국 (BPI)                                            | 3× 플래티넘 | 900,000^      |
| 미국 (RIAA)                                           | 3× 플래티넘 | 3,000,000^    |
| *판매량을 기반으로 한 인증 ^출하량을 기반으로 한 인증 |             |               |